# Raymond Berthiaume
Raymond Berthiaume (Laval (Quebec), 9 de mayo de 1931 - Montreal, 23 de junio de 2009) fue un cantante, músico, compositor y productor musical canadiense.

## Biografía
Berthiaume estudió piano y saxofón en el College Laval. En 1948, creó un grupo instrumental llamado The Three Bars. El propietario del bar en el que tocaba, le escogió para ser vocalista, sabiendo que un cantante haría más popular al grupo. La medida pareció funcionar y el grupo pronto fue aclamado como el mejor de la ciudad. Tocaron en clubs nocturnos de clase alta El Morocco, donde habían actuado Frank Sinatra, Tony Bennett y Vic Damone.
En 1954, el sello musical RCA Victor firmó con el trío, y tuvieron el éxito de la interpretación francés del clásico italiano N'oublie Jamais. Esta canción vendió cerca de 40.000 copias A pesar del éxito, Berthiaume prefirió pasar el tiempo en los estudios más que en los escenarios.
En 1956, Berthiaume comenzó a grabar música para publicidad, en particular los cigarrillos Sweet Caporal. Gracias a esta actuación, tuvo una gran demanda para actuar en comerciales de otras empresas. En 1968, interpretó una versión francesa de The World We Knew de Frank Sinatra, titulada Un Monde Avec Toi, por la que ganó un premio en el "Gala des artistes".

## Discografía
Son quatuor vocal et instrumental (1960 – RCA Victor – LCP 1049)
- Moins que rien
- Demain, bientôt, toujours
- Bye bye Baby
- Que reste-t-il de nos amours
- Passe ton chemin – À Bali – La vie mondaine
- Si jolie
- Clopin, clopant
- Sous le ciel de Paris
- Danse avec moi
- Marie

Chantons en choeur (1963 – RCA Victor Gala – CGPS 121)
- J'attendrai
- Je suis seul ce soir
- C'est un mauvais garçon
- Il est tard mon amour
- Pourquoi
- Quand je danse avec toi
- J'ai deux amours
- Sérénade portugaise
- C'est magnifique
- Heureux comme un
- La vie en rose
- Vous qui passez sans me voir
- Moi, mes souliers
- Le petit bonheur
- Le chaland qui passe
- J'aime les femmes c'est ma folie
- Reviens
- Parlez-moi d'amour
- Je sais que vous êtes jolie
- Symphonie

Chantons en choeur volume 2 (1963 – RCA Victor Gala – CGP 145)
- Chantons en choeur
- Maison dans la plaine
- Qui sait, qui sait, qui sait
- Pour notre amour
- T'es mon soleil
- Un jour tu verras
- C'est si doux
- Si vous m'aimiez autant
- Aimer comme je t'aime
- Sous le ciel bleu du Texas
- Tout le long des rues
- Image dans mon coeur
- Une hirondelle
- Venez près de moi
- Marie-Elena
- Après la pluie l'beau temps
- La chanson du bonheur

Clarinette de danse (1965 – RCA Victor Gala – CGP 200)
- L'amour
- À San Francisco
- Days of wine and roses
- Des oeillets blancs
- Et pourtant
- For me formidable
- Mélodie perdue
- Temps du muguet
- Fly me to the moon

Raymond Berthiaume Et Les 3 Bars : L'inoubliable (1965 – RCA Victor – LCP 1031)
- Chaland qui passe
- L'inoubliable
- Insensiblement
- Mélancolie
- Mais qu'est-ce que j'ai ?
- Que reste-t-il de nos amours
- N'oublie jamais
- Serenata
- Moulin rouge
- Quand l'amour meurt

Joie de vivre (1966 – RCA Victor – PCS 1012)
- Chante avec moi
- Fille d'Ipanema
- Joie de vivre
- Jour après jour
- Loin dans l'ombre du passé
- Quel beau roman d'amour
- Nous deux
- Un homme est venu
- Toi et moi

Un monde avec toi (1968 – Vedettes – VD 800)
- Alfie
- La dernière valse
- Le fruit de la vie
- Poupée de bonbon
- Prends la vie du bon côté
- Près de toi
- Non, non-jamais
- Mon grand ballon jaune
- Sous la pluie
- Si heureux
- Un monde avec toi

## Discografía CD
Cocktail Lounge (1998 – Disques Mérite : 22.7716)
- N'oublie jamais
- Mona Lisa
- The very thought of you
- Parle plus bas
- Dance ballerina dance
- Moonglow
- My kind of Girl
- Too young
- Fly me to the moon
- Inoubliable
- Don't get around much anymore
- Rien n'a changé
- Nature boy
- Prétend
- Sweet Lorraine
- Un monde avec toi
- It had to be you
- My funny valentine

Les grands succès (1999 – Disques Mérite : 22.7714 – Compilation)
- Un monde avec toi
- N'oublie jamais
- Parle plus bas
- Une histoire d'amour
- Non, non, jamais
- Un air sur mon piano
- Près de toi
- Alfie
- Smile
- Le dernier tango à Paris
- L'été 42
- Dis-lui
- L'amour est passé dans ma vie
- Pour les amants
- Nous allons voler jusqu'au soleil
- Mon grand ballon jaune
- Le fruit de la vie

Noël et toi (2000 – Disques Mérite : 22.7725)
- Joyeux Noël
- Noël et toi
- Le bonhomme hiver
- Petit papa Noël
- Mon beau sapin
- Have yourself a merry little Christmas
- Vive le vent
- Noël blanc
- C'est l'hiver
- Au pays de l'espoir
- Les enfants oubliés
- On croit toujours un peu au Père Noël

Mélancolie (2001 – Disques Mérite : 22.1151- Compilation)
- Musique et soleil
- Le goût de toi
- Laisse-moi le temps
- Tout doit changer
- Que feras-tu de ta vie
- Serait-ce le bonheur
- Je ne vivrai jamais loin de toi
- Le p'tit hôtel
- Réponds-moi
- Sentimental reasons
- Insensiblement
- Mélancolie
- Moulin rouge
- Serenata
- Malgré tout
- Que reste-t-il de nos amours

Une voix, un piano (2003 – Disques Mérite : 22.7717) (Raymond Berthiaume et Georges Tremblay)
- Vous qui passez sans me voir
- Le soleil et la lune
- Fascination
- S'aimer d'amour
- J'attendrai
- Viens au creux de mon épaule
- Tu te souviendras de moi
- Un jour tu verras
- Toi tu m'comprends
- C'est pas parc'que c'est nous
- Parlez-moi d'amour
- Tu n'peux pas t'figurer
- Trois fois merci
- Les feuilles mortes
- Téléphone-moi chérie
- Bye bye baby